# Petromocho
El Petromocho va ser el nom atribuït a un escàndol polític ocorregut al Principat d'Astúries en 1993. Un fals intermediari francès, Jean-Maurice Lauze (la documentació del qual estava suposadament verificada per un notari suís, Roland Rochat), va començar a negociar amb el Govern asturià del socialista Juan Luis Rodríguez-Vigil l'octubre de 1992, assegurant haver estat enviat de part del Banc Internacional Saudita. La seva proposta era la de realitzar una inversió de fins a 100.000 milions de pessetes en un projecte per a construir una refineria de petroli al port de El Musel, a Gijón. La negociació va arribar a durar fins a set mesos, i el projecte estava en camí de rebre una subvenció estatal de 1.000 milions de pessetes. El projecte va ser anunciat en maig de 1993, i fou presentat com una de les majors inversions industrials mai realitzades en Espanya. La construcció començaria en 1994 i es completaria en 1998. La refineria, amb una capacitat de producció de 180.000 barrils al dia, crearia fins a 4.000 llocs de treball.
Tot just una setmana després (i a tan sols dues de les eleccions generals espanyoles de 1993) el diari gijonès El Comercio, després d'una investigació realitzada per tres dels seus redactors, va destapar el frau. El Banc Internacional Saudita va confirmar que no tenia cap coneixement del projecte anunciat, i va saltar l'escàndol: la ingenuïtat del govern asturià semblava haver arribat a l'instant de deixar-se enganyar per un simple intermediari durant mesos. El Govern asturià, amb el president Rodríguez-Vigil i el conseller d'Indústria Víctor Zapico al capdavant, es va mostrar públicament confós pels fets i va reconèixer que no sabia en absolut l'objectiu del muntatge, encara que va assegurar que Lauzet no va percebre cap quantitat econòmica durant les negociacions. A més, el portaveu del Govern va arribar a suggerir en públic la possibilitat que tot fos un pla per a desacreditar al PSOE.
En qualsevol cas, Rodríguez-Vigil es va veure obligat a dimitir en els dies següents, citant raons de «dignitat política». La presidència va ser assumida per Antonio Trevín Lombán. Mentre, Lauze va mantenir la seva declaració d'innocència, tot i que el juliol de 1994 fou condemnat a un any de presó i 250.000 pessetes de multa per falsedat en document oficial i mercantil.